# Aquilolamna
 (février 2022).
Aquilolamna milarcae · Aquilolamnidae, Requin aigle
Famille
Genre
Espèce
Aquilolamna est un genre fossile d'élasmobranches ressemblant à des requins et provenant de la formation Agua Nueva du Crétacé supérieur (Turonien) au Mexique. Le genre ne contient selon les connaissances actuelles qu'une seule espèce, Aquilolamna milarcae, également connue sous le nom de Requin aigle. Ce dernier est l'unique représentant de la famille de Aquilolamnidae, qui a été provisoirement attribuée aux requins maquereaux.

## Systématique
La famille des Aquilolamnidae, le genre Aquilolamna et l'espèce Aquilolamna milarcae ont été décrits en 2021 par Romain Vullo (d), Eberhard Frey (d), Christina Ifrim (d), Margarito A. González González (d), Eva Susanne Stinnesbeck (d) et Wolfgang Stinnesbeck (d),.

## Taxonomie
Alors qu’Aquilolamna est considéré comme un élasmobranche, sa taxonomie est contestée car, bien que l'holotype soit un fossile corporel bien conservé, aucune dent n'est connue, ce qui est important pour déterminer les affinités taxonomiques des requins fossiles ; on pense qu'elles se sont déchaussées à la mort de l'individu, bien qu'elles puissent aussi être conservées plus profondément dans la matrice. Les empreintes cutanées potentielles conservées avec le fossile pourraient n'être que des tapis bactériens fossilisés. Aquilolamna a été provisoirement attribué aux Lamniformes, dans sa description originale basée sur certaines similitudes morphologiques avec d'autres membres de la famille. Cependant, en raison de ses caractéristiques extrêmement inhabituelles, d'autres paléontologues ont des réserves quant à sa classification en tant que tel, et des recherches futures pourraient s'avérer nécessaires. On a également soupçonné qu’Aquilolamna puisse être étroitement lié à Cretomanta, un néosélachien éteint d'affinité taxonomique incertaine décrit en 1990 à partir de dents trouvées au Texas (avec d'autres restes trouvés au Canada et au Colorado). Cretomanta a vécu à peu près à la même époque qu’Aquilolamna et, compte tenu de leurs similitudes possibles, les deux genres pourraient appartenir à la même famille (non définie actuellement),.

## Description
Aquilolamna affiche un éventail d'adaptations extrêmement inhabituelles qui le rendent différent de toute autre espèce de requins vivante ou éteinte. Il avait un corps et une queue en forme de torpille similaires à ceux de la plupart des requins, mais avait également une paire de nageoires pectorales extrêmement longues en forme d'ailes dont la largeur d'un bout à l'autre était plus large que longue. Celles-ci, combinés à sa tête large, ont conduit à l'hypothèse qu’Aquilolamna était un filtreur planctivore, suggérant une forme d'évolution convergente avec un plan corporel semblable à celui des raies manta, apparues des millions d'années plus tard dans les archives fossiles. Contrairement aux raies manta, qui « volent » dans l'eau en battant leurs nageoires, Aquilolamna a peut-être plutôt « glissé » dans l'eau à l'aide de ses fines nageoires pectorales et s'est propulsé avec sa queue.

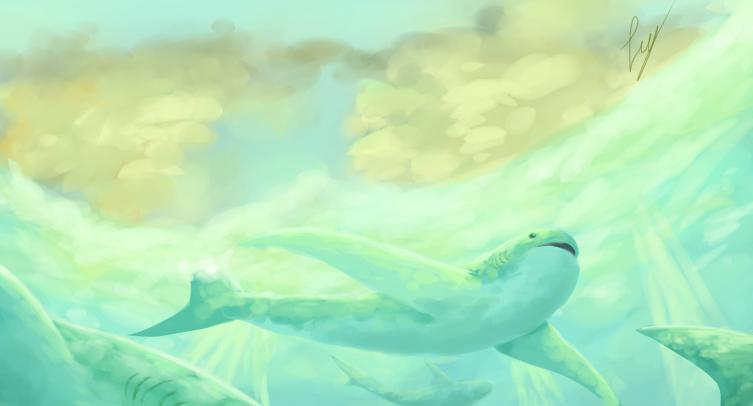
Représentation d'un petit banc d’Aquilolamna.

## Découverte
Aquilolamna a été décrit à partir d'un seul spécimen extrêmement bien préservé, contenant un squelette entièrement conservé et des empreintes cutanées potentielles, récupéré en 2012 par un ouvrier de carrière à Vallecillo (d) dans l'État mexicain de Nuevo León. Le spécimen a attiré l'attention de l'enseignant local Margarito A. González González (d), qui a collecté et préparé le spécimen. Au cours des années suivantes, le fossile a reçu une attention croissante lors de conférences paléontologiques, et a finalement été décrit en 2021.
L'article décrivant la nouvelle espèce était problématique car les auteurs affirmaient que le fossile se trouvait dans un musée public, alors qu'en réalité il faisait partie de la collection privée du politicien Mauricio Fernández Garza (d). Les auteurs ont également été accusés de colonialisme scientifique parce qu'ils n'ont pas travaillé avec des paléontologues locaux, comme l'exige l’Instituto Nacional de Antropología e Historia — l'agence nationale de régulation de la recherche paléontologique au Mexique.

## Paléoécologie

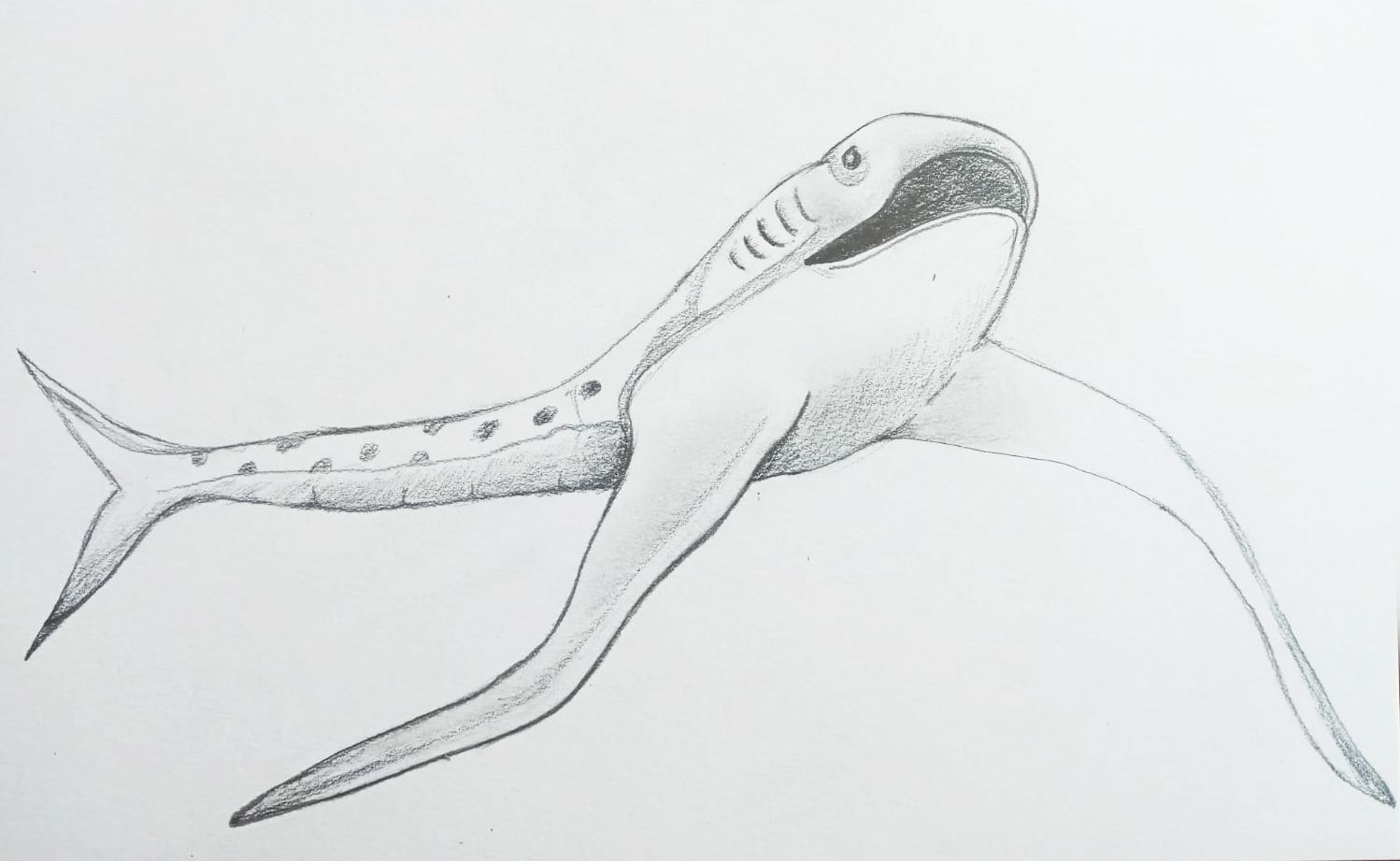
Aquilolamna - croquis

Aquilolamna vivait probablement dans la zone pélagique pendant la période du Turonien du Crétacé supérieur, il y a environ 93 millions d'années. On suppose que la formation dans laquelle il a été trouvé, l'Agua Nueva, est composée de sédiments déposés dans la partie extérieure d'un plateau continental peu profond. Il peut avoir partagé son habitat avec des reptiles marins, tels que le polycotylidé Mauriciosaurus, des ammonites, et divers poissons osseux tels que l'ichtyodectiforme Vallecillichthys et les crossognathiformes Araripichthys et Goulmimichthys. Le principal prédateur de l'écosystème était probablement le grand requin maquereau Cretoxyrhina. La lignée d’Aquilolamna a peut-être disparu à la suite d'un déclin des populations de plancton provoqué par l'acidification des océans due à l'événement d'extinction du Crétacé-Paléogène, les raies mobulides et d'autres batoïdes remplissant plus tard la niche écologique laissée vacante par son extinction,.

## Publication originale
- (en) Romain Vullo, Eberhard Frey, Christina Ifrim, Margarito A. González González, Eva S. Stinnesbeck et Wolfgang Stinnesbeck, « Manta-like planktivorous sharks in Late Cretaceous oceans », Science, Amérique septentrionale, AAAS, vol. 371, no 6535,‎ 19 mars 2021, p. 1253-1256 (ISSN 0036-8075 et 1095-9203, OCLC 1644869, DOI 10.1126/SCIENCE.ABC1490).